# Montolivet (Marseille)
Pour les articles homonymes, voir Montolivet (homonymie).
Cet article concerne un quartier de Marseille. Pour la commune de Seine-et-Marne, voir Montolivet.
Montolivet est un quartier du 12e arrondissement de Marseille. Il est centré sur l'ancien village de Montolivet, autour de l'église et le long de l'avenue de Montolivet, et s'étend largement à l'ouest (sous-quartier dit Petit-Bosquet) et à l'est (sous-quartier Bois-Lemaître).

## Situation
Montolivet est situé au nord du plateau Beaumont, espace collinaire prolongeant à l'ouest le massif du Garlaban, entre les vallées du Jarret au nord et de l'Huveaune au sud. Il a pour voisins les quartiers de Saint-Julien et Saint-Barnabé dans le 12e arrondissement, Frais-Vallon dans le 13e, et les Chartreux dans le 4e.

## Origine du nom
Il est couramment admis que le quartier tient son nom d'anciennes plantations d'oliviers aujourd'hui disparues sur ce lieu élevé,. Cependant certains suggèrent un lien avec le nom du Mont des Oliviers, ou avec le patronyme Montolieu.
C'est un quartier résidentiel, constitué essentiellement de résidences et maisons individuelles qui se sont développées autour de l'ancien noyau villageois.

## Lieux et monuments
- L'église Saint-Fortuné de Montolivet, a été construite entre 1877 et 1879 à la demande de Mgr Charles Place, archevêque de Marseille, en remplacement de la chapelle construite 50 ans auparavant par son prédécesseur Mgr Fortuné de Mazenod, et est consacrée à saint Fortuné[5] en hommage à celui-ci. À l'intérieur, derrière le maître-autel en marbre de Carrare, une statue polychrome de Notre-Dame de la Salette, en souvenir de Mélanie Calvat, qui fut catéchiste à Montolivet. Au-dessus du portail, côté intérieur, un orgue, restauré entre 2005 et 2007, surmontant un bas-relief représentant saint Pierre paissant ses brebis[6].
- Le parc de la Moline, ainsi nommé par son ancien propriétaire en référence à Molines-en-Queyras qu'il aimait particulièrement. Portail en fer forgé, cèdres. Le parc est longé par la promenade aménagée sur la couverture de l'autoroute A507, et contigu au parc du château de Bois-Luzy, l'ensemble constituant une vaste coulée verte ouverte au public.

## Pour approfondir